# (7064) Montesquieu
(7064) Montesquieu est un astéroïde de la ceinture principale.

## Description
(7064) Montesquieu est un astéroïde de la ceinture principale. Il fut découvert par Eric Walter Elst le 26 juillet 1992 à l'ESO. Il présente une orbite caractérisée par un demi-grand axe de 3,14 UA, une excentricité de 0,148 et une inclinaison de 0,56° par rapport à l'écliptique.
Il fut nommé en hommage au philosophe et écrivain français Charles-Louis de Secondat (1689-1755), plus connu sous le nom de son lieu de naissance Montesquieu.

## Compléments